# Bambusa tuldoides
Bambusa tuldoides är en gräsart som beskrevs av William Munro. Bambusa tuldoides ingår i släktet Bambusa och familjen gräs. Inga underarter finns listade i Catalogue of Life.

## Bildgalleri

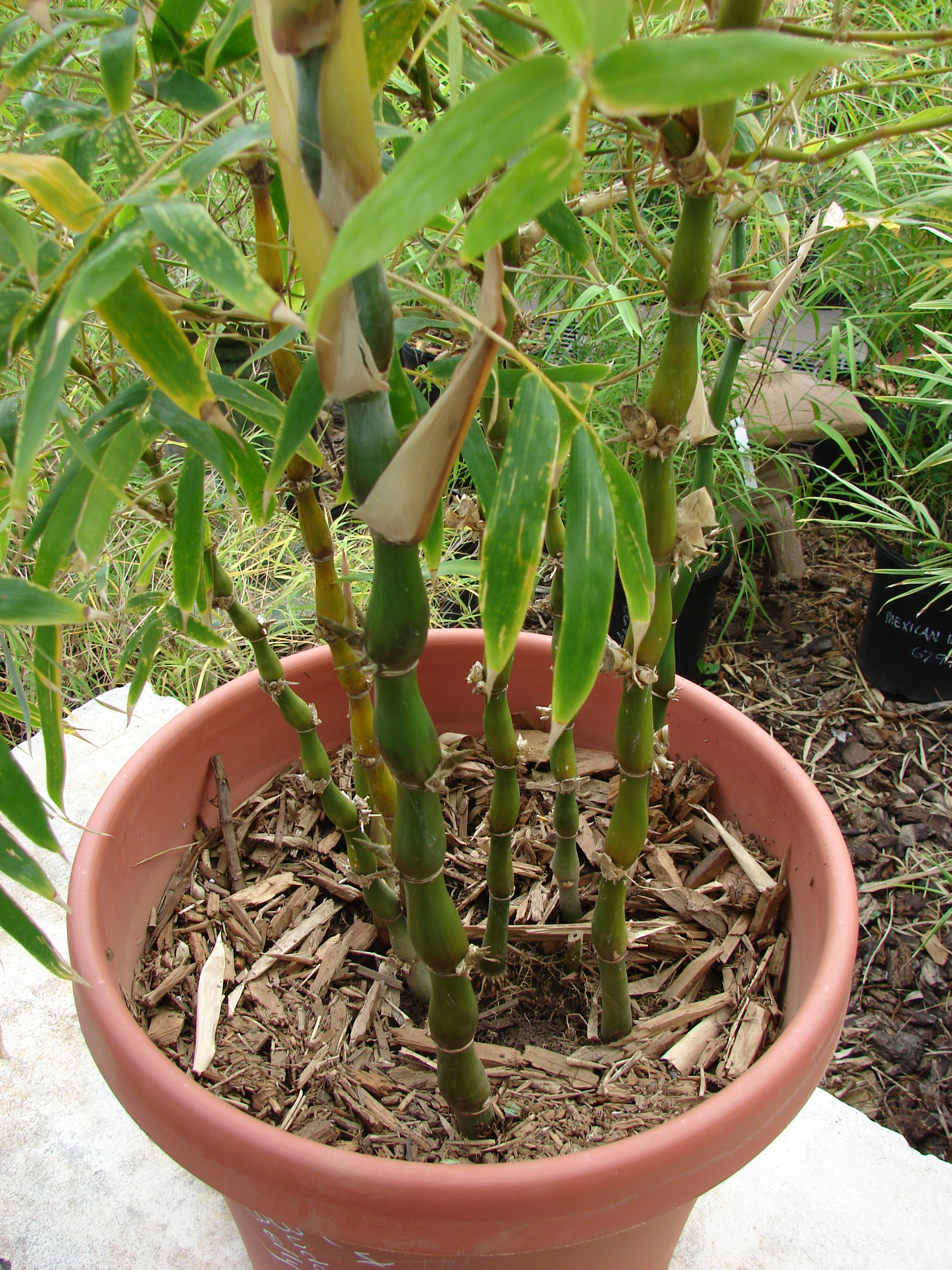